# Tiple
Il tiple (che in spagnolo significa "soprano") è una piccola chitarra che si ritrova in tutta l'America Latina, anche se le versioni delle Antille spagnole (Porto Rico, Repubblica Dominicana, ecc.) si differenziano molto da quelle del continente sudamericano (Colombia, Perù, Venezuela). Deriva indubbiamente dall'antico timple delle Isole Canarie, portato nel Nuovo Mondo dai colonizzatori spagnoli.

## Timple delle Canarie

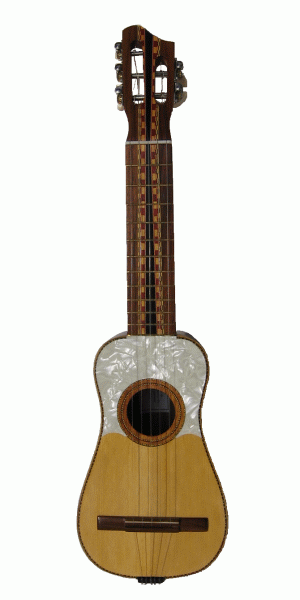
Un timple

Risale al XVI secolo e fu indubbiamente importato dai colonizzatori spagnoli.
Assomiglia all'ukulele, ma in origine aveva cinque corde, disposte come nel banjo. L'accordatura è: sol - do - mi - la - re.

## Tiple spagnolo
È una piccola chitarra di tipo ukulele, a quattro corde, caratteristica di Minorca.

## Tiple portoricano

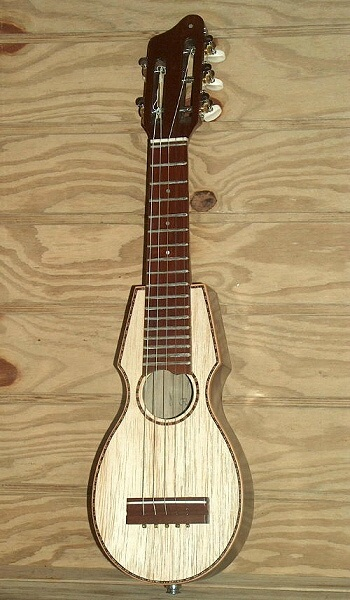
Un tiple doliente

Risale al XVIII secolo e deriva dal guitarrillo spagnolo.
Assomiglia a una piccola chitarra antica, ha la cassa di risonanza molto stretta e molto ornata. Monta da tre a sei corde di metallo. Ce ne sono di tipi diversi:
- Tiple doliente, il più comune, a cinque corde, accordato: mi - la - re - sol - do;
- Tiple requinto de la montana, versione più piccola a tre corde;
- Tiplón (o tiple con macho), versione più grande con un quinto pirolo sul manico, come nel banjo;
- Tiple requinto costanero versione più piccola del precedente a tre corde;
- Tiple grande de ponce.

Ha un'accordatura a intervalli simile a quella della chitarra e, quindi, è favorevole alla formazione di accordi e accompagnamento, sia di servizi religiosi che di balli, in orchestre composte anche da cuatros.

## Tiple colombiano

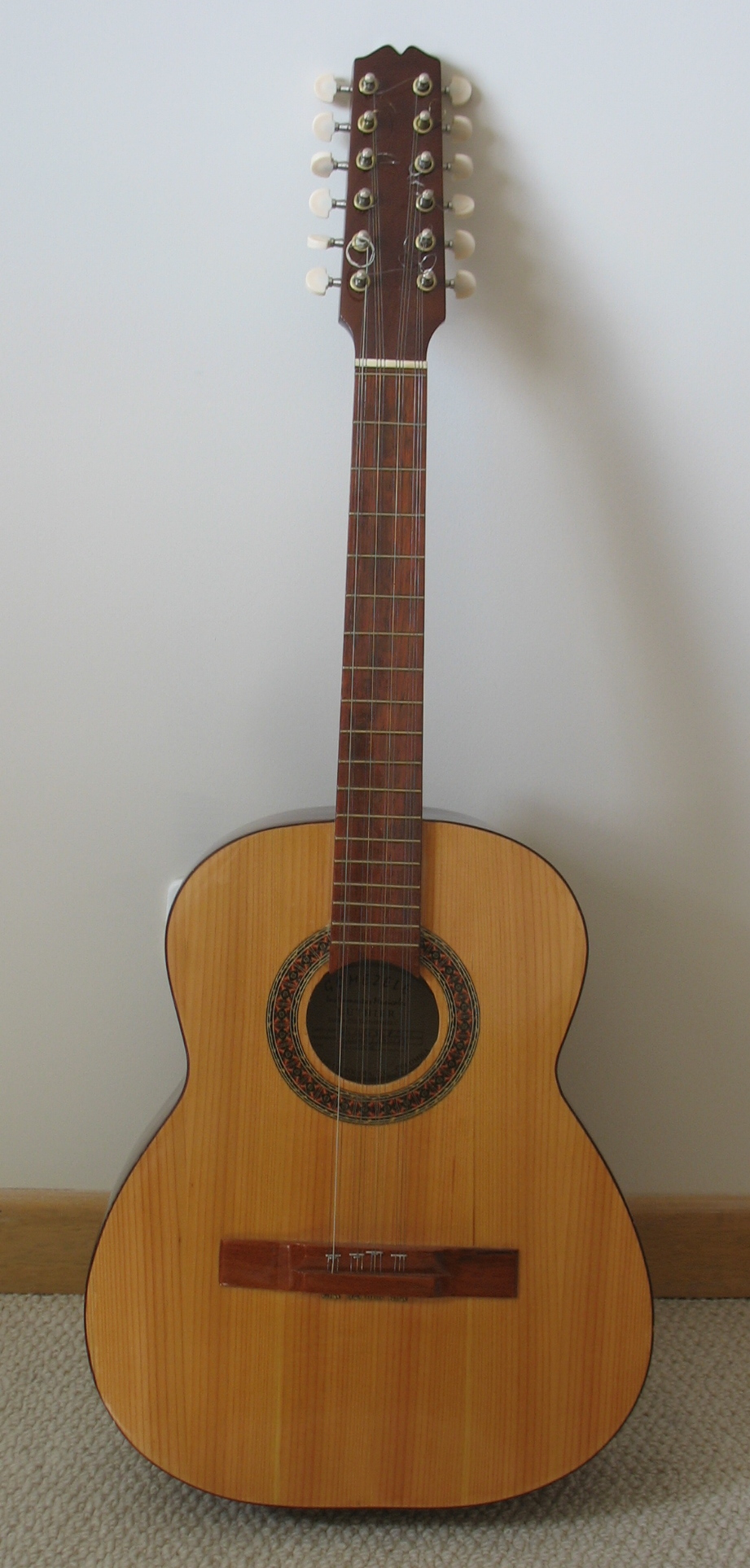
Un tiple colombiano

Il colombiano, derivato dalla vihuela spagnola, ha assunto la sua forma moderna nel XIX secolo. È una specie di chitarra a 12 corde, leggermente più piccola, ma con corde raggruppate in quattro cori di tre. Esiste anche un tiple a 10 corde chiamato tiple veleno, più piccolo, originario della città di Vélez nel dipartimento di Santander. Il tiple colombiano è solitamente accordato in re - sol - si - mi (o, più raramente, sol - re - la - mi; come il violino) con la corda centrale, in rame di ciascun coro sintonizzato, sull'ottava inferiore (tranne le tre corde del mi, accordate all'unisono).

## Tiple cubano
Il cubano è disponibile in due versioni: una a 5 corde singole e l'altra a 5 doppie.

## Tiple dominicano
Il dominicano, tiple de Santo Domingo o tiplet ha cinque corde doppie e una cassa di risonanza di tipo "bandurria".

## Tiple argentino
L'argentino ha sei corde e assomiglia a una piccola chitarra.

## Tiple cileno
Il chileno assomiglia al colombiano, ma con una rosetta ad intarsi e decorazioni.

## Tiple peruviano
Il peruano è disponibile in due versioni: una a 4 corde singole e l'altra a 4 doppie. Inoltre, il banjo tiple ha 4 paia di corde doppie.

## Tiple uruguaiano
L'uruguayo o guitarra requinto ha 6 corde singole e assomiglia a una chitarra.

## Tiple venezuelano
Il venezolano, guitarro, guitarro segundo o segunda guitarra è una versione ridotta del colombiano. Il cinco y medio o cinco appartiene alla famiglia del cuatro, ma ha 5 corde.

## Versioni moderne

### "Martin tiple"

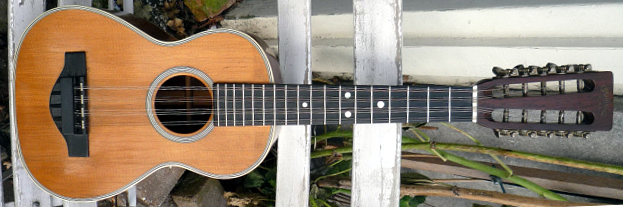
Un "Martin tiple"

È un tiple a 10 corde, con accordi all'unisono e un'ottava alle estremità e tre cori con la corda centrale all'ottava inferiore. È stato creato nel 1922 ed è accordato come un ukulele. Il 1950 Martin T28 ne è un recente adattamento.

### Tiple strumbola
Lo strumbola è un tiple recente, con un'accordatura aperta e accordi incrociati.

### Tiple marxochime hawaiian
Ibrido tra la cetra da tavolo e la lap steel guitar, è un tiple che si suona pizzicando, raschiando o glissando.